# 둔촌 올림픽파크 포레온
둔촌 올림픽파크 포레온(Dunchon Olympic Park Foreon)은 둔촌주공아파트를 재건축한 아파트 단지이다. 85개동 12,032세대 규모로 구성되어 있다.